# Michel Guillet de La Brosse
Pour les autres membres de la famille, voir Famille Guillet de La Brosse.
Michel Guillet de La Brosse, né le 11 janvier 1775 à Nantes et mort le 8 janvier 1847 au château des Dervallières (Chantenay-sur-Loire, aujourd'hui Nantes), est un négociant, armateur et homme politique français.

## Biographie
Louis Angélique Michel Guillet de La Brosse est le fils de  Michel Guillet de La Brosse (1740-1796), seigneur de la Gérardière, négociant et armateur, et d'Elisabeth Guillemette de Grimaud (sœur de Jean Charles Marguerite Guillaume de Grimaud). Marié à Anne Libault, dame de La Haye, petite-fille du maire François Libault et de Dominique Deurbroucq, il est le beau-père d'Auguste Le Goüais, professeur à l'École de médecine de Nantes, de Maurice Levesque du Rostu, du baron Jules Arnous-Rivière et du comte Charles de La Rochefoucauld-Bayers.
Négociant et armateur à Nantes, juge au tribunal de commerce, il est élu député de la Loire-Inférieure à la Chambre des Cent-Jours, pour le « commerce et l'industrie », le 13 mai 1815.
En 1818, il acquiert, aux héritiers Stapleton, le château des Dervallières et ses 50 hectares de parc. Dans les années 1820, à côté du château des Dervallières, il fait construire une nouvelle maison noble en tuffeau. La propriété est constituée de nombreuses dépendances, d'écuries, de serres, de jardins et de bois.

### Sources
- « Michel Guillet de La Brosse », dans Adolphe Robert et Gaston Cougny, Dictionnaire des parlementaires français, Edgar Bourloton, 1889-1891 [détail de l’édition]
- Économie et société dans l'Ouest, Centre de recherches sur l'histoire du monde atlantique, Université de Nantes, 1990
- Joël Rilat, Ces messieurs de Nantes complément Tome 4